# Perícia médica no Instituto Nacional do Seguro Social
A perícia médica é uma atividade realizada no INSS para verificação médica com diversas finalidades médicas que serão utilizadas administrativamente para caracterização ou não, conforme a legislação vigente no momento, do direito a um benefício, dentre elas: a verificação da incapacidade laborativa consequente a traumas ou doenças para a concessão de benefícios por incapacidade; a verificação da invalidez para a concessão de benefícios assistenciais; a verificação do enquadramento da doença de que o examinado é portador em várias situações de direito a benefícios fiscais, tais como isenção de pagamento de imposto de renda para aposentados. É de competência exclusiva de um médico concursado e treinado internamente, que deve possuir conhecimentos de legislação previdenciária. É uma especialidade médica reconhecida pelo Conselho Federal de Medicina, fazendo parte da especialidade de "Perícia Médica e Medicina Legal", que abrange outros tipos de perícias além da perícia previdenciária (como perícia criminal de lesões corporais)
A relação entre o médico e o segurado difere da relação médico-paciente ordinária, pois a sua atividade objetiva a diagnosticar e comprovar os sinais e sintomas apresentados e emitir parecer acerca de sua capacidade de trabalho considerando a atividade e o emprego do segurado, sem qualquer apresentação de tratamento da doença. Outras atividades comuns na perícia médica são:
1. visitar o segurado em casa quando impossível seu deslocamento a uma agência da Previdência Social para realizar o exame médico pericial;
2. vistoriar as empresas para confirmar nexo técnico e para fins de aposentadoria especial;
3. visitar o segurado no hospital, quando internado, para o exame médico pericial;
4. participar como médico perito assistente do INSS em exames periciais judiciais de segurados quando o órgão é réu;
5. eventualmente fazer o exame em empresas conveniadas ao INSS.

Ao fim do exame, o médico-perito preenche o laudo de perícia médica, atualmente de forma informatizada pelo Sistema de Avaliação de Benefícios por Incapacidade, SABI, e o seu parecer é enviado posteriormente pelos correios, ou informado por outro funcionário da agência da previdência social somente quando o segurado é empregado com carteira assinada (a fim de evitar conflitos e agressões contra o perito em caso de divergência, já houve até assassinato de médicos-peritos) - se há ou não incapacidade laborativa, há ou não invalidez permanente, se enquadra ou não na situação de direito etc. - ao setor administrativo para que verifique, juntamente com a análise da situação contributiva do segurado, o direito ao benefício pleiteado ou dê o encaminhamento necessário nas outras demandas dos examinados.
Cabe lembrar que a constatação da incapacidade depende da gravidade da doença ou lesão e também da atividade e emprego do segurado. Exemplo: uma epilepsia impede o trabalho de um motorista profissional, mas pode não ser incapacitante para um trocador de ônibus ou um trabalhador administrativo. Não basta haver uma doença, deve haver uma incapacidade causada pela doença para o trabalho atual do segurado.
No caso da verificação da incapacidade para fins de concessão de benefícios por incapacidade, o perito médico tem cinco possibilidades de conclusão de seu exame: 
1. não  há incapacidade para o trabalho;
2. há incapacidade por um prazo definido, ao fim do qual o segurado deverá retornar  ao trabalho ou, se ainda se sentir incapacitado, solicitar nova avaliação pericial em exame de prorrogação ou pedido de reconsideração, de acordo com a data desse requerimento;
3. trata-se de incapacidade por doença ou lesão de evolução prolongada e incerta, devendo ser reexaminado após um prazo de 2 anos;
4. há incapacidade definitiva para a atividade usual, sendo encaminhado para a reabilitação profissional;
5. há incapacidade definitiva omniprofissional, devendo ser aposentado por invalidez - nesse caso, há previsão legal para reexames periciais a cada 2 anos para verificação da persistência da incapacidade que motivou a aposentadoria.

Se o segurado discordar do resultado do exame poderá apresentar requerimento de recurso administrativo, ou ingressar diretamente com uma ação previdenciária em desfavor do INSS.

## Ação Judicial
Para entrar com uma ação judicial você necessitará de um advogado. Você pode achar um gratuitamente no MPU ou em faculdades de direito. Caso você queira um advogado particular ele irá cobrar por volta de 30% do valor que você vai ganhar na causa. O advogado particular é mais interessante pois ele tem mais interesse no êxito da sua causa.
Uma opção é contratar um médico perito para acompanhar o seu processo. Ele vai ser responsável por analisar sua documentação, fazer perguntas para o perito (quesitos), comparecer a perícia e se manifestar sobre o laudo do perito. Existem várias empresas no Brasil. A melhor dica é procure no Google por "médico perito" para achar um profissional na sua cidade.